# گیلرمو ویشیمر
گیلرمو ویشیمر (به پرتغالی: Guilherme Weisheimer) مهاجم اهل برزیل است که در شهر پورتو الگره و در تاریخ ۲۲ اکتبر ۱۹۸۱ به دنیا آمده‌است.
گیلرمو ویشیمر در تیم‌های فوتبال Grêmio سابقهٔ حضور دارد.